# Caveri-Karte

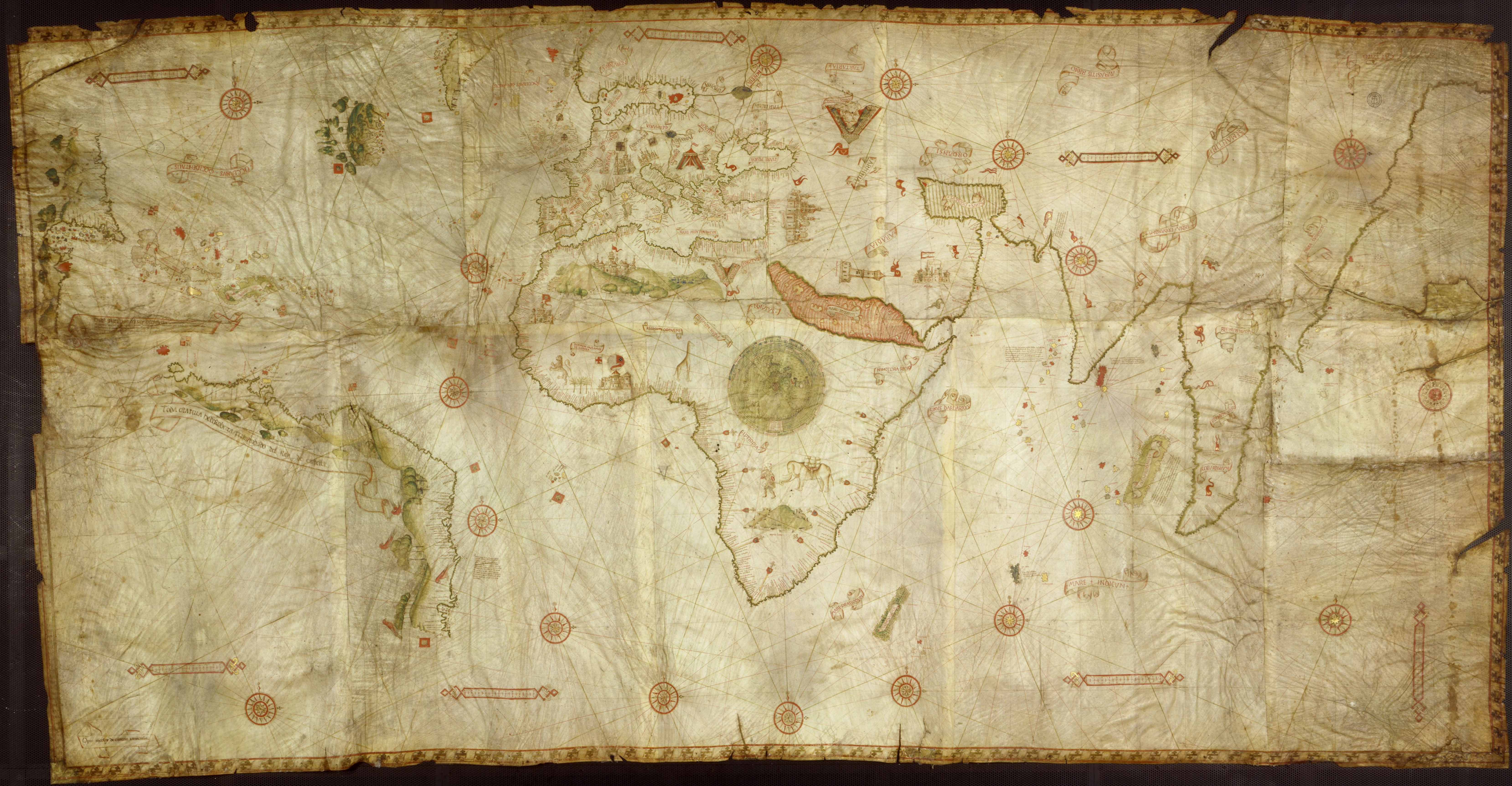
Caveri-Karte, 1505

Die Caveri-Karte, auch bekannt als Caverio- oder Canerio-Karte, wurde von Nicolo de Caveri zwischen 1503 und 1505 gezeichnet, wobei überwiegend 1505 als Jahr des Fertigstellungstermins angenommen wird. Die unterschiedlichen Bezeichnungen beruhen auf der Unklarheit hinsichtlich des genauen Namens des Kartenzeichners. In diesem Artikel wird die Schreibweise Caveri verwendet.

## Entstehungsgeschichte
Genaueres zur Entstehung der Karte ist nicht bekannt. Es wird vermutet, dass sie entweder in Lissabon – als eine weitere Kopie portugiesischer Karten – oder in Genua – auf Grundlage bereits bestehender italienischer Karten wie der Cantino-Planisphäre – gezeichnet wurde. Für Letzteres spricht, dass die Cantino’sche Karte ab 1502 in Italien eingetroffen war. Es mag gut angehen, die Caveri-Karte als Beleg für die These eines Wissenstransfers portugiesisch-spanischen Know-hows hin zu den italienischen Handelsrepubliken und weiter in den deutschsprachigen Raum anzusehen.
Die Gegebenheiten des Ursprungs im iberischen Raum und die Interessenlage in Oberitalien sprechen für den ersten Teil der These. Für den zweiten Teil spricht, dass das Wissen der portugiesisch-spanischen Entdeckungen nicht ohne weiteres zu beschaffen war, was für einen mittelbaren Transfer – also Umweg – über Italien angeführt werden kann. Die Caveri-Karte kommt dann tatsächlich als bedeutende Quelle der Karte Waldseemüllers in Betracht.
Bemerkenswert ist die Darstellung des südlichen Teils der Ostküste Nordamerikas. Nach einer Auffassung lassen sich frappierende Übereinstimmungen der dargestellten Küstenlinie mit heutigen Karten von Florida bis hinauf zum Delaware River oder Hudson River finden, auch wenn dies unmöglich erscheine. Denn damit stünde die Datierung der Karte auf spätestens 1505 im Widerspruch zu anderen historischen Quellen. Nach vorherrschender Auffassung waren die ersten Europäer, die diese Küste sichteten oder betraten, Juan Ponce de León (1512 oder 1513), Giovanni da Verrazzano (1523), Lucas Vázquez de Ayllón (zwischen 1520 und 1524) sowie Esteban Gómez (1525).
Möglich ist dreierlei:
1. die Datierung der Karte falsch – nämlich zu früh angesetzt,
2. es gab frühere Fahrten entlang der Ostküste Nordamerikas, die auf anderem Wege nicht nachweisbar beziehungsweise überliefert sind oder
3. es handelt sich um eine Phantasiezeichnung, die zufällig den tatsächlichen Gegebenheiten nahekommt.

Berücksichtigt man, dass mancher spanische Seefahrer auf der Fahrt in die Neue Welt vom Kurs abgekommen, bei der Fahrt gen Westen irgendwann auf nordamerikanisches Festland gestoßen ist und hinterher davon berichten konnte, so kann die Kombination der beiden letzteren Ansätze immerhin zu einer gewissen Vorstellung von einer Küstenlinie geführt haben, wie sie bereits in der Cantino’schen Karte dargestellt ist.

## Beschreibung
Die Karte ist rechteckig, misst 225 × 115 cm, wurde von Hand auf Pergament gezeichnet und ist koloriert. Die Farbgebung erscheint weniger intensiv als etwa bei der Cantino-Planisphäre; jedoch wurde auf eine rote Einfärbung des Roten Meeres nicht verzichtet.
Auf der Rückseite befindet sich eine Signatur, die „Nicolay de Caveri Januensis“ oder ähnlich lautet.

## Kartographische Details
Grönland ist verhältnismäßig gut getroffen. Die Darstellung der Küste des Gebietes, welches heute sicher als Neufundland identifiziert wird, wird nicht klar den „indischen“ Gebieten zugeordnet, sondern südwestlich von Grönland verortet. Es wird mit großen grünen Bäumen klassifiziert. Die Darstellung entspricht der der Cantino-Planisphäre.
Im Südosten von Florida finden sich die Antillen, gemäß der Legende, „Die Antillen des Königs von Kastilien“, mit Hispaniola und Isabela (Cuba). Im Westen findet sich ein Golf (später: Golf von Mexiko) mit zahlreichen Inseln. Nach anderen Quellen war dieses Gebiet zu dieser Zeit allerdings noch nicht von den Spaniern entdeckt worden. Die Küstenlinie Yucatáns ähnelt bereits der heute bekannten Form, scheint aber als eigene Insel angedacht zu sein. Der Großteil dieses Bereiches findet sich nicht in der wenige Jahre älteren Cantino-Planisphäre.
Die Zeichnung Südamerikas basiert vermutlich größtenteils auf den Resultaten der Expeditionen Amerigo Vespuccis und Fernando de Noronhas zwischen 1502 und 1504. Das Innenleben Brasiliens wird durch Hügel, grüne Bäume und rote Papageien repräsentiert, was an die Karte Cantinos erinnert.
Die Küste Afrikas wird mit großer Präzision beschrieben (eine Giraffe, ein Löwe und ein Elefant charakterisieren das Innenleben dieses Kontinents).
Die Legenden, welche sich auf Calcutta und Cochin beziehen, beschreiben den Handel mit den Häfen Indiens. Dennoch ist die Form des Roten Meeres weniger präzise gezeichnet als in der Cantino-Planisphäre.

## Zur Geschichte der Karte
Die Karte wurde 1890 erstmals beschrieben und zwei Jahre später veröffentlicht. Sie befindet sich gegenwärtig in der Bibliothèque Nationale de France in Paris.